# Кольшюттер (лунный кратер)
Кратер Кольшюттер (лат. Kohlschütter) — большой древний ударный кратер в северном полушарии обратной стороны Луны. Название присвоено в честь немецкого астронома и астрофизика Эрнста Арнольда Кольшюттера (1883—1969) и утверждено Международным астрономическим союзом в 1970 г. Образование кратера относится к нектарскому периоду.

## Описание кратера
Ближайшими соседями кратера Кольшюттер являются кратер Леонов на северо-западе; кратер Нагаока на севере; кратер Константинов на северо-востоке; кратер Ван Гент на востоке; кратер Миллз на юге-юго-востоке и кратер Сент Джон на юго-западе. На севере-северо-западе от кратера Кольшюттер находится Море Москвы. Селенографические координаты центра кратера — 14°14′ с. ш. 153°57′ в. д. / 14,24° с. ш. 153,95° в. д., диаметр — 56,3 км, глубина — 2,4 км.
Кратер Кольшюттер имеет полигональную форму, значительно разрушен за длительное время своего существования. Вал сглажен и трудно различим, к северо-западной части вала примыкает приметный крупный кратер, южная часть вала имеет меньшую высоту. Высота вала над окружающей местностью достигает 1150 м, объем кратера составляет приблизительно 2 300 км³. Дно чаши ровное, испещрено множеством мелких кратеров. Восточнее центра чаши расположены останки двух соединенных небольших кратеров, вдоль восточного края чаши пролегает неглубокая борозда.

## Сателлитные кратеры
| Кольшюттер | Координаты                                              | Диаметр, км |
| ---------- | ------------------------------------------------------- | ----------- |
| N          | 11°23′ с. ш. 153°31′ в. д. / 11,39° с. ш. 153,51° в. д. | 25,0        |
| Q          | 12°55′ с. ш. 152°45′ в. д. / 12,91° с. ш. 152,75° в. д. | 18,3        |
| V          | 15°25′ с. ш. 151°37′ в. д. / 15,41° с. ш. 151,61° в. д. | 19,0        |
| W          | 16°09′ с. ш. 151°01′ в. д. / 16,15° с. ш. 151,02° в. д. | 31,2        |

- Образование сателлитного кратера Кольшюттер W относится к нектарскому периоду[1].